# Ocós
Ocós è un comune del Guatemala facente parte del dipartimento di San Marcos.